# ペヴェンジー
ペヴェンジー（Pevensey [ˈpɛvənzi]）は、イギリスのイースト・サセックス州ウィールデンにあるヴィレッジ、行政教区 。イーストボーンの北東5マイル（8km）の地点に位置する。教区内にはペヴェンジー・ベイという別の村も存在する。1066年のノルマン・コンクエストにてウィリアム征服王が上陸した地として知られる 。

## 地理
ペヴェンジーが位置するのは、砂と粘土でできた海抜10メートルの土地である。ローマ時代にはこの土地は半島を形成しており、ラグーンと湿地帯に突き出ていた。当時の半島の北側にはペヴェンジー・ヘイブンという小川が流れていたと考えられているが、現在はそのほとんどが海へ沈んでしまっている。このラグーンは北はヘイルシャムから東はフーまで広がっていたが、漂砂によって徐々に海から分離されて現在は若干の湿地が残るのみとなっている。
この湿地はペヴェンジー・レベルと呼ばれ、その面積は120平方キロメートルにも及ぶ。その動植物の希少性から自然保護区に指定され、現在はナチュラル・イングランドとサセックス野生生物トラストが管理している。
またノルマン・コンクエストの跡を辿る自然歩道1066カントリー・ウォークの起点にもなっている。

### ペヴェンジー・ベイ
ペヴェンジーとは別にペヴェンジー・ベイという別の村も教区内には存在する。ペヴェンジー・ベイはより海岸沿いに位置しており、小規模ながらリゾート地のような施設がある。ここの湾は粘土質で侵食の影響を大きく受けるが、砂浜が海の影響から奥にある低地を守る機能を担っている。また海岸には防衛のため1806年に建設された塔や、16世紀に建てられたキャッスル・ホテルなどが立っている。観光地として開発される前はウォルセンドと呼ばれていた。

## 由来
ペヴェンジーという名前の最も古い史料は788年と790年に発行された特許状の写しであり、ペフェンシーやペヴェニゼルなど表記揺れがあった。ペヴェンジーという名前はアングロ・サクソン人の名前「ペフェン Pefen」と古英語で川を表す「イー ea」が合わさってできており、合わせて「ペフェンの川」という意味である。

## 歴史

### ローマ時代
紀元4世紀、ローマ帝国の属州であったブリタンニア南部と東部は、ジュート人やサクソン人などから襲撃を受けていた。これらの攻撃に対抗するため、ローマ人はエセックスとワイト島の間に「サクソン・ショア・フォート」として知られる合計11の砦を建設した。このうちの1つが4世紀前半にペヴェンジーに建設されたものであり、アンデリタムと名付けられたこの砦の一部は現存している。建設当時ペヴェンジー湿原は海と繋がっており、砦の三方が塩性湿地となっていた。
ローマ軍がブリテンを離れると、この属州はより攻撃を受けるようになった。土着のブリトン人に対してまず東ケントのジュート人が攻撃を仕掛け、その後サクソン人による侵攻が始まった。サセックスのエールに率いられたサクソン人たちはまず南海岸を占領し、491年ごろにはアンデリトゥムに対して複数年に及ぶ包囲戦を行った。長い戦いの末ブリトン人たちは敗れ、その一部は北に逃れ、別の集団は船で現在のブルターニュ地方に移住し、サクソン人たちが占領した地域にはサセックス王国が成立した。残された砦には火がつけられ、その後廃墟となった。廃墟は後にサクソン人によってアンドレシスターと呼ばれ、アンデリダからドーセットに至る長さ120マイル（200km）の土地はアンドレズウィールド（アンドレダの森）と呼ばれた。
この砦は長年廃墟となっていたが、1042年にハロルド・ゴドウィンソン（後のハロルド2世）がこの地に拠点を構え、砦の周囲に溝を掘るなどして再び要塞として利用されるようになった。その後20年ほど砦として利用されたが、北方から侵入してきたノルウェー軍に対抗するため1066年夏に放棄された。
同年9月にはウィリアム征服王がサセックスへ侵攻し、ペヴェンジーを無抵抗で獲得することに成功した。

### ペヴェンジー城
1066年の終わり、ペヴェンジーにあったローマ時代の砦はノルマン人に占領された。現在残されている遺跡はウィリアムの弟でありこの城を一時管理していたロベールの手によるものである。彼は元からあった外側のベイリーを修復し、さらに内側に新しいベイリーを築くことで城を改修した。
その後11世紀から13世紀にかけてこの城は複数回包囲された。またエリザベス1世による取り壊し命令と、イングランド共和国によって行われた取り壊しの試みは、どちらも失敗に終わった。第二次世界大戦中の1942年には、ドイツ軍の航空機を発見するために利用され、その際小さな増築が行われた。
現在この城はイングリッシュ・ヘリテッジが管理している。

### リバティとして
リバティとしてのペヴェンジーはヘイスティングスの一部として扱われ、シンク・ポーツの恩恵を受けることができた。このような扱いは行政区画が廃止された19世紀まで続いた。

## 行政
1207年、ペヴェンジーはジョン王から特許状を得て自治体として独立した。この地位は19世紀まで続いたが、町の重要性が低下したことで1886年にバラ・ステータスを失った。自治体だった頃の公文書はブライトンの公文書館で保管されている。また、旧議事堂など自治体が有していた資産は有志によって結成されたペヴェンジー・タウン・トラストが管理している。
ペヴェンジーは現在ヴィレッジとして残っており、12名で構成される教区議会が存在する。またウィールデン・ディストリクト議会には3名の議員を選出し、国会へはベクスヒル・アンド・バトル選挙区としてヒュー・マリマンを選出している。